# San Mateo (tổng)
San Mateo là một tổng trong tỉnh Alajuela, Costa Rica. Tổng này có diện tích 125,9 km², dân số năm 2008 là 5904 người..